# Nekrolog 1559
Nekrolog
◄◄
| ◄
| 1555
| 1556
| 1557
| 1558
| 1559 | 1560 | 1561 | 1562 | 1563 | ► | ►►
Weitere Ereignisse | Allgemeiner Nekrolog 1559
Die Beschreibung der verstorbenen Person sollte so kurz wie möglich gehalten sein und nur deren signifikante Tätigkeit(en) enthalten.
Neue Namen ggf. auch unter dem Geburts- und Sterbedatum, also etwa unter 1. Januar und im Geburts- und Sterbejahr (2024) eintragen (nur bei entsprechender großer Wichtigkeit). Für Beispiele siehe die schon vorhandenen Artikel.
Außerdem über die fünf zuletzt Verstorbenen, zu denen es einen ausreichend guten Artikel für eine Präsentation auf der Hauptseite gibt, nach der todesbedingten Überarbeitung der Artikel ggf. auch unter Wikipedia Diskussion:Hauptseite informieren und sie am besten auch in den anderen Wikipedia-Sprachversionen eintragen. Tipp: Regelmäßig bei news.google.de nach „ist tot“, „gestorben“ oder „verstorben“ suchen.
Wenn eine Person gestorben ist, gibt es viele Seiten zu dieser Person in der Wikipedia, die davon auch betroffen sind und entsprechend aktualisiert werden müssen. Beispiele: Namenübersichtsseite, Geburtsjahr, Geburtsort-Seiten und viele mehr.
Wie finde ich die betroffenen Seiten?
Im Suchfeld auf der linken Seite gibt man den Suchbegriff so ein: „Vorname Nachname“. Dann klickt man auf Volltext und alle Seiten mit entsprechendem Suchtext werden aufgerufen. Hier sieht man dann schnell, wo auch das Todesjahr Sinn macht oder sogar ein Teil des Artikels angepasst werden muss. Auch hilft das „Werkzeug“ auf der linken Seite sehr gut, um solche Seiten aufzufinden: „Links auf diese Seite“. Somit ist die Wikipedia wieder aktuell in allen Bereichen! Hinweis: bei Eintragung der Kategorie „Gestorben JAHR“ wird der Missbrauchsfilter 49 ausgelöst, was jedoch nicht schlimm ist. Siehe: Spezial:Missbrauchsfilter/49
Dies ist eine Liste von im Jahr 1559 verstorbenen bekannten Persönlichkeiten. Die Einträge erfolgen innerhalb der einzelnen Daten alphabetisch sortiert. Tiere sind im Nekrolog für Tiere zu finden.

## Januar
| Tag        | Name                    | Beruf, bekannt als                                                             | Alter | Beleg |
| ---------- | ----------------------- | ------------------------------------------------------------------------------ | ----- | ----- |
| 1. Januar  | Christian III.          | König von Dänemark und Norwegen                                                | 55    |       |
| 4. Januar  | Matthäus Ratzenberger   | deutscher Arzt und Reformator der Wittenberger Reformation                     |       |       |
| 5. Januar  | Friedrich Weigand       | mehrmals Bürgermeister der Stadt Zittau und Richter                            |       |       |
| 18. Januar | Roberto de’ Nobili      | italienischer Kardinal                                                         | 17    |       |
| 23. Januar | Heinz von Lüder         | hessischer Ministeriale und Beamter                                            |       |       |
| 24. Januar | Johann Geyling          | deutscher lutherischer Geistlicher                                             | 63    |       |
| 25. Januar | Christian II.           | König von Dänemark und Norwegen (1513–1523) und König von Schweden (1520–1523) | 77    |       |
| Januar     | Christina Gyllenstierna | Ehefrau des schwedischen Reichsverwesers Sten Sture der Jüngere                |       |       |

## Februar
| Tag         | Name                 | Beruf, bekannt als                                            | Alter | Beleg |
| ----------- | -------------------- | ------------------------------------------------------------- | ----- | ----- |
| 8. Februar  | Urs Graf der Jüngere | schweizerischer Goldschmied                                   |       |       |
| 9. Februar  | Melchior Trost       | deutscher Baumeister                                          |       |       |
| 12. Februar | Ottheinrich          | Pfalzgraf von Pfalz-Neuburg, Kurfürst von der Pfalz           | 56    |       |
| 14. Februar | Thomas Gyrfalk       | Schweizer Reformator                                          |       |       |
| 28. Februar | Petrus Dasypodius    | humanistischer Lehrer und Lexikograf                          |       |       |
| Februar     | Nicolas Payen        | franko-flämischer Komponist und Kapellmeister der Renaissance |       |       |

## März
| Tag      | Name             | Beruf, bekannt als                                 | Alter | Beleg |
| -------- | ---------------- | -------------------------------------------------- | ----- | ----- |
| 2. März  | Konrad Scheuber  | Schweizer Landammann, Richter und Eremit           |       |       |
| 2. März  | Ruard Tapper     | niederländischer Theologe                          | 72    |       |
| 13. März | Georg von Ghese  | Märtyrer                                           |       |       |
| 13. März | Johannes Gropper | katholischer Theologe, Kirchenpolitiker und Jurist | 56    |       |
| 22. März | Hans Frisching   | Söldner und Magistrat                              | 72    |       |
| 23. März | Claudius         | Negus Negest (Kaiser) von Äthiopien                |       |       |

## April
| Tag       | Name           | Beruf, bekannt als                          | Alter | Beleg |
| --------- | -------------- | ------------------------------------------- | ----- | ----- |
| 2. April  | Adam Ries      | deutscher Rechenmeister                     |       |       |
| 8. April  | Camillo Orsini | italienischer Condottiere                   |       |       |
| 10. April | Rhys Mansel    | walisischer Adliger, Militär und Staatsmann | 72    |       |
| 29. April | Franz Otto     | Fürst von Lüneburg (1555–1559)              | 28    |       |

## Mai
| Tag     | Name               | Beruf, bekannt als                | Alter | Beleg |
| ------- | ------------------ | --------------------------------- | ----- | ----- |
| 21. Mai | Antonio Herrezuelo | spanischer evangelischer Märtyrer |       |       |
| 22. Mai | Virgilio Rosario   | italienischer Kardinal            |       |       |

## Juni
| Tag      | Name                | Beruf, bekannt als                                  | Alter | Beleg |
| -------- | ------------------- | --------------------------------------------------- | ----- | ----- |
| 15. Juni | Hieronymus Sailer   | Schweizer Kaufmann, Konquistador und Sklavenhändler |       |       |
| 5. Juni  | Matthias Bredenbach | deutscher katholischer Humanist und Pädagoge        |       |       |

## Juli
| Tag      | Name                | Beruf, bekannt als                                                         | Alter | Beleg |
| -------- | ------------------- | -------------------------------------------------------------------------- | ----- | ----- |
| 10. Juli | Heinrich II.        | König von Frankreich                                                       | 40    |       |
| 23. Juli | Franciscus Duarenus | französischer Rechtsgelehrter und Professor an der Universität von Bourges |       |       |
| 28. Juli | Georg Ruger         | Dresdner Ratsherr und Bürgermeister                                        |       |       |

## August
| Tag        | Name                          | Beruf, bekannt als                                    | Alter | Beleg |
| ---------- | ----------------------------- | ----------------------------------------------------- | ----- | ----- |
| 3. August  | Andreas von Barby             | dänischer Politiker und Bischof von Lübeck            | 51    |       |
| 11. August | Johann Lüdecke                | evangelischer Theologe der Reformationszeit           |       |       |
| 14. August | Hermann von Dorne             | deutscher Kaufmann und Ratsherr der Hansestadt Lübeck |       |       |
| 16. August | Lorenzo Priuli                | Doge von Venedig                                      |       |       |
| 18. August | Paul IV.                      | Papst                                                 | 83    |       |
| 25. August | Giovanni Battista Consiglieri | Kardinal                                              |       |       |
| 26. August | Sebastian II.                 | deutscher Adliger aus dem Hause Ortenburg             |       |       |

## September
| Tag           | Name                    | Beruf, bekannt als                                       | Alter | Beleg |
| ------------- | ----------------------- | -------------------------------------------------------- | ----- | ----- |
| 1. September  | Ludwig Dietz            | deutscher Buchdrucker und Verleger                       |       |       |
| 6. September  | Benvenuto Tisi Garofalo | italienischer Maler                                      |       |       |
| 7. September  | Robert Estienne         | französischer Drucker                                    |       |       |
| 15. September | Hieronymus Grestius     | lutherischer Theologe                                    |       |       |
| 15. September | Isabella Jagiellonica   | polnische Prinzessin und durch Heirat Königin von Ungarn | 40    |       |
| 24. September | Maria de Bohorques      | evangelische Märtyrerin in Spanien                       |       |       |
| 25. September | Mircea Ciobanul         | Fürst der Walachei                                       |       |       |
| 26. September | Georg von Egmond        | Bischof von Utrecht                                      |       |       |
| 27. September | Tilemann Schnabel       | evangelischer Theologe und Reformator                    |       |       |

## Oktober
| Tag         | Name              | Beruf, bekannt als                                    | Alter | Beleg |
| ----------- | ----------------- | ----------------------------------------------------- | ----- | ----- |
| 2. Oktober  | Jachet de Mantua  | franko-flämischer Komponist, Sänger und Kapellmeister |       |       |
| 3. Oktober  | Ercole II. d’Este | Herzog von Ferrara, Modena und Reggio                 | 51    |       |
| 4. Oktober  | Philipp III.      | Graf von Nassau-Weilburg; Reformator                  | 55    |       |
| 6. Oktober  | Wilhelm           | Graf von Nassau-Dillenburg                            | 72    |       |
| 20. Oktober | Erhardt Buttmann  | deutscher Buchdrucker                                 |       |       |

## November
| Tag          | Name                      | Beruf, bekannt als                                         | Alter | Beleg |
| ------------ | ------------------------- | ---------------------------------------------------------- | ----- | ----- |
| 8. November  | Christoffer Huitfeldt     | Mitglied des dänischen Reichsrats                          |       |       |
| 8. November  | Friedrich von Twist       | Domherr in Münster                                         |       |       |
| 10. November | Jakob Milich              | deutscher Mathematiker und Mediziner                       | 58    |       |
| 18. November | Ralph Baines              | englischer Hebraist und Bischof                            |       |       |
| 18. November | Erasmus Sarcerius         | lutherischer Theologe und Reformator                       | 58    |       |
| 18. November | Cuthbert Tunstall         | englischer Bischof von Durham                              |       |       |
| 20. November | Frances Brandon           | älteste Tochter von Mary Tudor, Königswitwe von Frankreich | 42    |       |
| 25. November | Antoine Sanguin de Meudon | Kardinal, Erzbischof von Toulouse                          |       |       |
| November     | Johannes Grau             | lutherischer Theologe                                      |       |       |

## Dezember
| Tag          | Name                  | Beruf, bekannt als                                                  | Alter | Beleg |
| ------------ | --------------------- | ------------------------------------------------------------------- | ----- | ----- |
| 1. Dezember  | Hermann Falke         | Verwaltungsjurist, Livländischer Kanzler und Lübecker Bürgermeister |       |       |
| 12. Dezember | Andreas Aurifaber     | deutscher Arzt                                                      |       |       |
| 13. Dezember | Michael Caelius       | Theologe, Reformator                                                | 67    |       |
| 15. Dezember | Irene di Spilimbergo  | italienische Malerin                                                |       |       |
| 23. Dezember | Anne du Bourg         | Märtyrer                                                            |       |       |
| 26. Dezember | Georg von Komerstadt  | herzoglicher sächsischer Rat                                        | 61    |       |
| 29. Dezember | François de Rohan-Gié | französischer Adliger, Militär und Diplomat                         | 61    |       |
| Dezember     | Michael Ostendorfer   | deutscher Maler und Zeichner                                        |       |       |

## Datum unbekannt
| Tag | Name                         | Beruf, bekannt als                                                    | Alter | Beleg |
| --- | ---------------------------- | --------------------------------------------------------------------- | ----- | ----- |
|     | Fernão Lopes de Castanheda   | portugiesischer Historiker                                            |       |       |
|     | Marco Antonio Cavazzoni      | italienischer Komponist und Organist                                  |       |       |
|     | Realdo Colombo               | italienischer Anatom                                                  |       |       |
|     | Mattheus Friderich           | deutscher evangelischer Geistlicher und Kirchenlieddichter            |       |       |
|     | Matthias Garbitius           | deutscher Philologe                                                   |       |       |
|     | Hans III. Glockengießer      | deutscher Glockengießer                                               |       |       |
|     | Kasper Goltwurm              | lutherischer Theologe                                                 |       |       |
|     | Peter Gruel                  | deutscher Hochschullehrer und Kommunalpolitiker                       |       |       |
|     | Nikolaus Krage               | deutscher evangelischer Theologe und Reformator von Minden            |       |       |
|     | Andrés Laguna                | spanischer Mediziner, Pharmazeutiker, Botaniker und Humanist          |       |       |
|     | Leo Lösch von Hilkertshausen | Bischof von Freising (1552–1559)                                      |       |       |
|     | Francesco Marcolini          | italienischer Buchdrucker und Stempelschneider                        |       |       |
|     | Anna von Nesselrode          | Lehnsherr                                                             |       |       |
|     | Alessandro Pasqualini        | italienischer Architekt der Renaissance                               |       |       |
|     | Joachim Périon               | französischer Benediktiner und Philologe, Gräzist, Latinist, Romanist |       |       |
|     | Simon Reichwein              | deutscher Humanist, Arzt und Gelehrter                                |       |       |
|     | Michele Sanmicheli           | italienischer Architekt der Spätrenaissance und Festungsbaumeister    |       |       |
|     | Theophanes der Kreter        | griechischer Mönch und Maler                                          |       |       |
|     | Jan Cornelisz Vermeyen       | niederländischer Maler, Radierer, Zeichner und Tapetendesigner        |       |       |